# Therasia
Therasia is een geslacht van weekdieren uit de klasse van de Gastropoda (slakken).

## Soorten
- Therasia decidua (L. Pfeiffer, 1857)
- Therasia ophelia (L. Pfeiffer, 1855)
- Therasia thaisa Hutton, 1883
- Therasia traversi (E. A. Smith, 1884)
- Therasia valeria Hutton, 1883